# Moodle Workplace
Moodle Workplace ist ein Lernmanagementsystem, welches speziell für Unternehmen konzipiert wurde und basiert auf der Open-Source-Software Moodle.
Moodle selbst bezeichnet Moodle Workplace als weltweit anpassbarstes und vertrauenswürdigstes Lernmanagementsystem. Moodle Workplace ist im Gegensatz zu Moodle eine lizenzierte Software. Sie ist nur über Moodle Premium Partner erhältlich. Trotzdem ist die Software eng mit dem Open-Source-Code und den Funktionen von Moodle verknüpft und profitiert von dessen Weiterentwicklung.

## Funktionen
Moodle Workplace wurde auf dem Kerncode von Moodle aufgesetzt und erweitert dessen Basisfunktionen. Die zusätzlichen Module sollen vor allem für Unternehmen oder staatliche Einrichtungen Mehrwert bieten. Denn mit ihnen können betriebliche Strukturen abgebildet und Prozesse automatisiert werden.

### Dynamische Regeln
Mithilfe von dynamischen Regeln können Prozesse automatisiert werden. Hier kann festgelegt werden, was nach einem bestimmten Ereignis passieren soll. Zum Beispiel kann definiert werden, dass ein Benutzer nach Abschluss eines Kurses automatisch in den nächsten Kurs eingeschrieben wird.

### Reporting
In Berichten können unterschiedliche Parameter abgebildet werden. Zum Beispiel kann ein Bericht enthalten, wie der Status eines bestimmten Kurses für die eingeschriebenen Personen ist. Es ist zudem möglich, Berichte automatisch erstellen zu lassen, beispielsweise immer nach einem bestimmten Zeitraum.

### Organisationsstruktur
In Moodle Workplace kann die Struktur eines Unternehmens abgebildet werden. Hier gibt es mehrere Möglichkeiten, je nach Unternehmenstyp. Es können zum Beispiel mehrere Abteilungen definiert werden, welchen dann wiederum Mitarbeiter mit unterschiedlichen Positionen zugewiesen werden. Zudem können für jede Position Berechtigungen festgelegt werden.

### Programme
Programme enthalten einen oder mehrere Kurse. Dabei kann eine bestimmte Reihenfolge der Bearbeitung festgelegt werden. Ebenso kann eine Mindestanzahl von abgeschlossenen Kursen definiert werden. Zudem kann ein Programm an eine Zertifizierung geknüpft werden.

### Zertifizierungen
Mithilfe von Zertifizierungen kann der Abschluss von Programmen gesteuert werden. Wird eine Re-Zertifizierung definiert, so kann das Programm in einem festgelegten Zeitraum automatisch wiederholt werden. Auch ein Fälligkeits- und Ablaufdatum kann festgelegt werden. So sind zum Beispiel Compliance Schulungen gut umsetzbar.

### Mandanten
Moodle Workplace ermöglicht das Anlegen mehrerer Mandanten. Die einzelnen Mandanten sind voneinander isoliert und können jeweils ein eigenes Design haben sowie eigene Benutzer, Kursbereiche und Rechte. Es sind allerdings auch gemeinsam genutzte Bereiche möglich, sodass Inhalte über mehrere Mandanten hinweg geteilt werden können.

### Zertifikate
Moodle Workplace enthält einen integrierten Editor für das Erstellen von Zertifikaten. Zudem kann ein Benutzer die ausgestellten Zertifikate jederzeit über sein Profil abrufen.

### Präsenzseminare
Auch Seminare können verwaltet werden. Mithilfe einer bestimmten Aktivität innerhalb eines Kurses können diese angelegt werden. Hier sind auch Wartelisten, Stornierungen oder benutzerdefinierte Felder möglich.

### Andere Systeme
Die integration von Moodle Workplace in andere Systeme und Produkte ist laut Moodle möglich.

## Wechsel von Moodle auf Moodle Workplace
Grundsätzlich kann ein Moodle System in Moodle Workplace migriert werden. Es kommt dabei allerdings darauf an, welche Funktionen verwendet werden. Handelt es sich um spezielle Funktionen oder Plugins, könnten bei der Migration Fehler auftreten.